# Caladium
Каладіум (Caladium) — рід рослин родини ароїдні (Araceae).

## Будова
У диких умовах ростуть висотою від 40 до 90 см. Мають великі серцеподібні квіти. Листя часто декоративно поплямоване.  Квітки зібрані в початок, вкритий листком (покривалом).

## Життєвий цикл
Сухий сезон переносить у формі клубнів під землею. Щовесни з'являються листя і щоосені вони в'януть. Жіночі квіти з'являються раніше за чоловічі, здатні до самозапилення. Запліднення можливе лише з квітів інших рослин у визначений час - з 11:00 ранку до 16:00.

## Поширення та середовище існування
Походить з тропіків Амазонки та Центральної Америки. Росте на берегах річок.

## Практичне використання
Поширені садові та кімнатні рослини. Вирощують переважно гібриди похідні від Caladium bicolour. Містить отруйну для котів і собак речовину оксалат кальцію. 

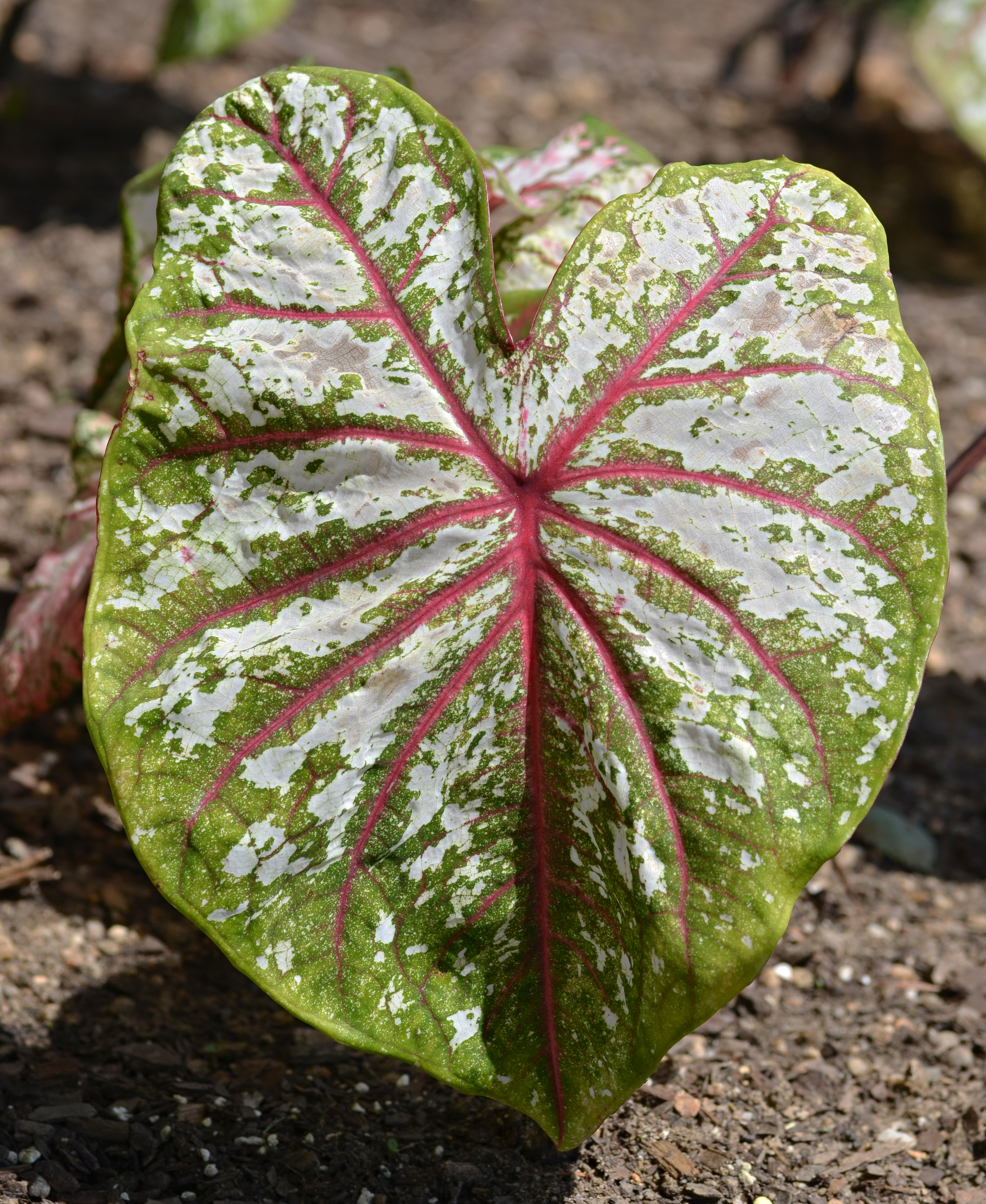
культурні гібриди Caladium
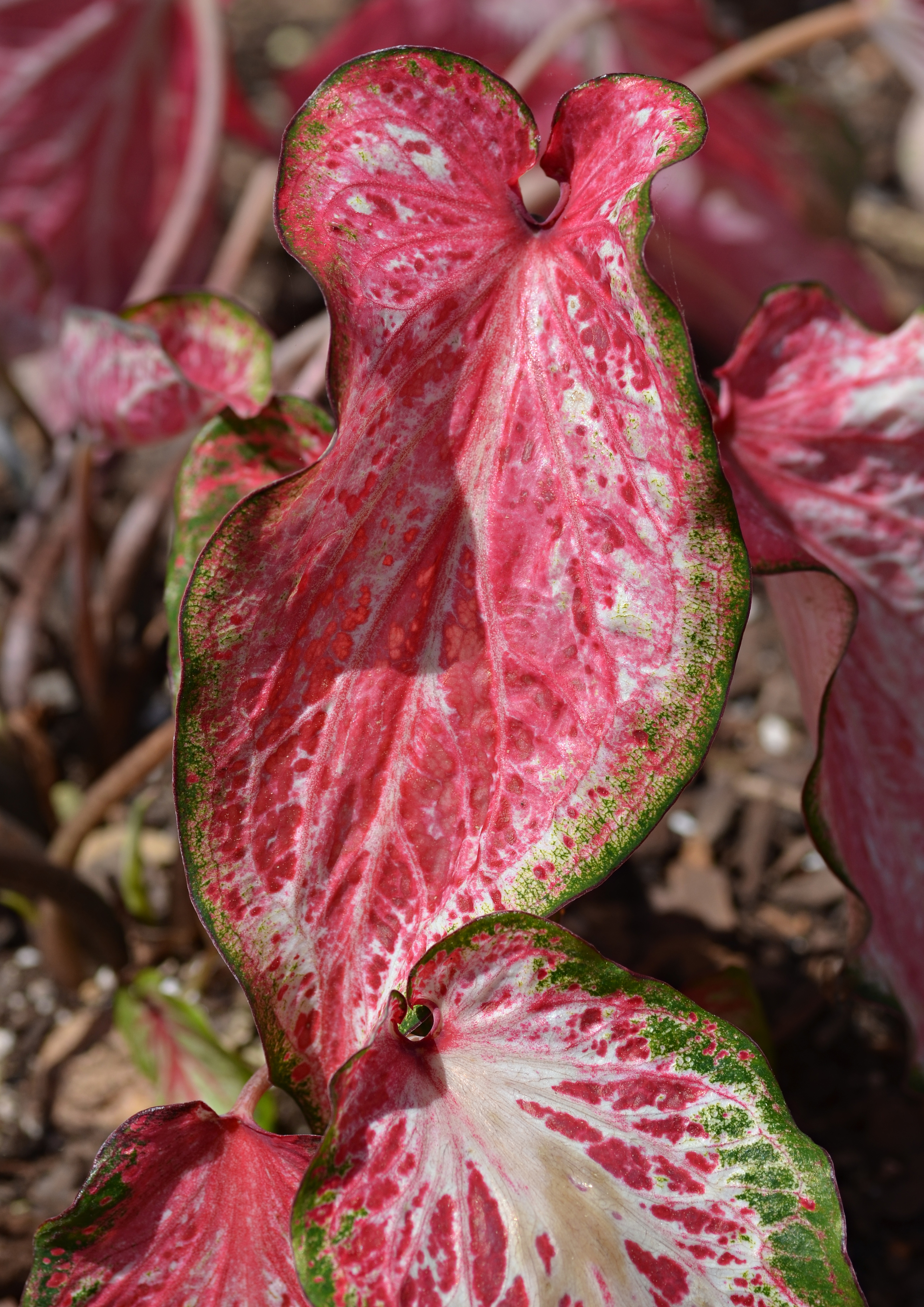
культурні гібриди Caladium
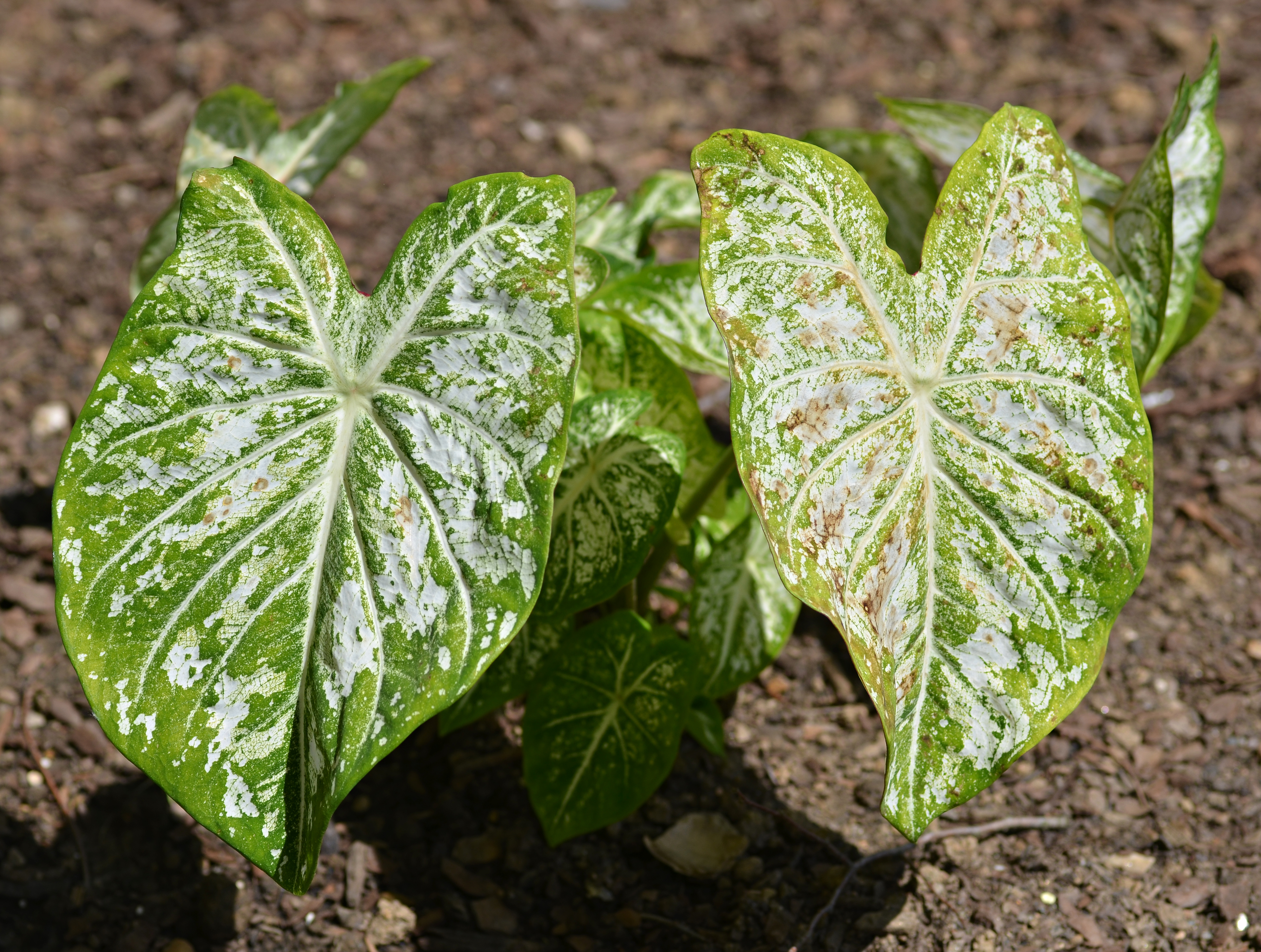
культурні гібриди Caladium
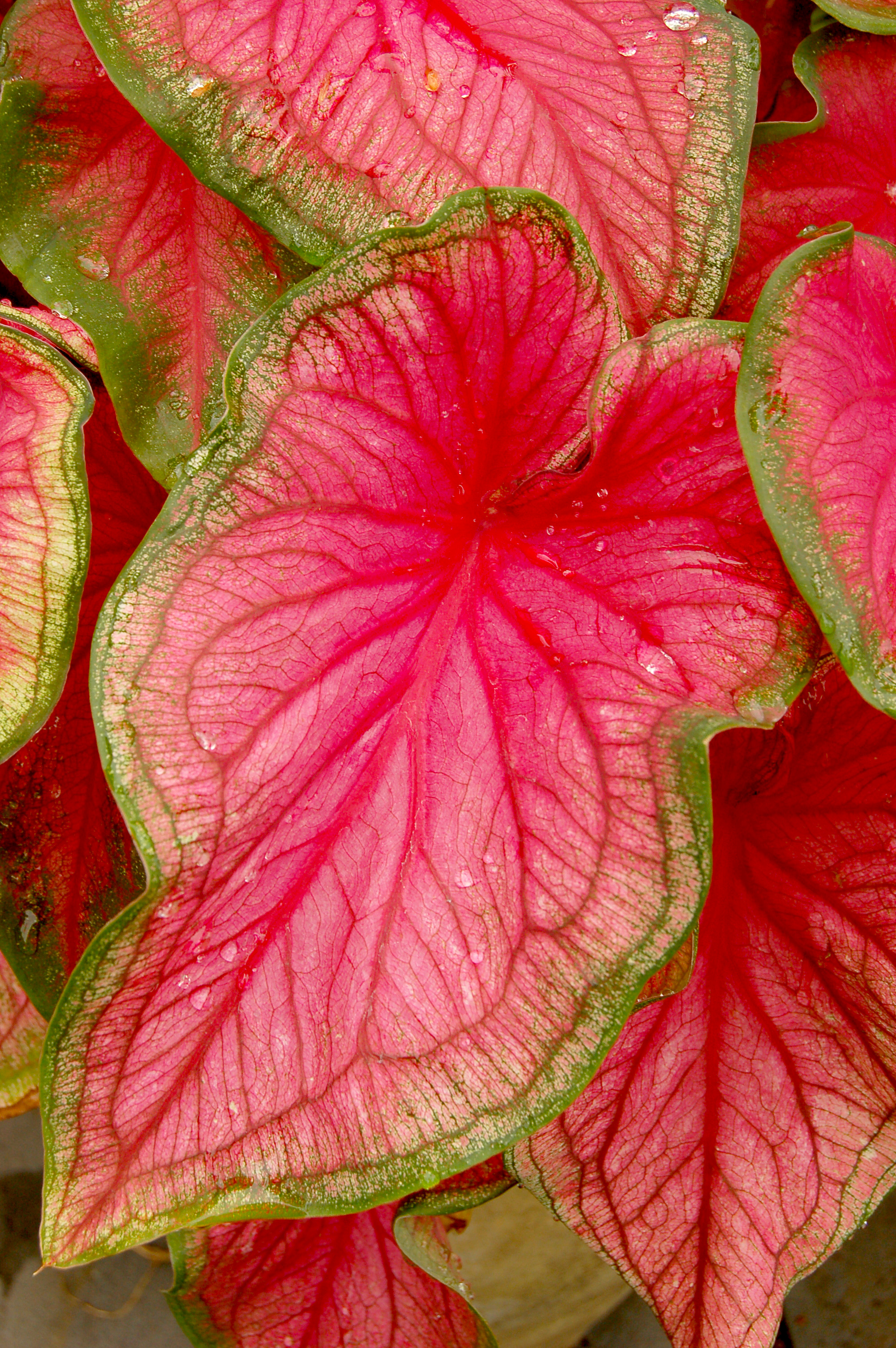
культурні гібриди Caladium

## Види
Раніше до роду включали багато рослин (наприклад таро (Caladium esculentum), які згодом були відокремлені. Згідно з даними сайту The Plant List до роду зараз належать такі види:
- Caladium andreanum Bogner
- Caladium bicolor (Aiton) Vent.
- Caladium coerulescens G.S.Bunting
- Caladium humboldtii (Raf.) Schott
- Caladium lindenii (André) Madison
- Caladium macrotites Schott
- Caladium picturatum K.Koch & C.D.Bouché
- Caladium schomburgkii Schott
- Caladium smaragdinum K.Koch & C.D.Bouché
- Caladium steyermarkii G.S.Bunting
- Caladium ternatum Madison
- Caladium tuberosum (S.Moore) Bogner & Mayo